# پیتر اندلوو
پیتر اندلوو (انگلیسی: Peter Ndlovu؛ زادهٔ ۲۵ فوریهٔ ۱۹۷۳) بازیکن فوتبال اهل زیمبابوه است.
از باشگاه‌هایی که در آن بازی کرده است می‌توان به باشگاه فوتبال شفیلد یونایتد، باشگاه فوتبال بیرمنگام سیتی، باشگاه فوتبال ماملودی سانداونز، باشگاه فوتبال کاونتری سیتی، و باشگاه فوتبال هادرزفیلد تاون اشاره کرد.
وی همچنین در تیم ملی فوتبال زیمبابوه بازی کرده است.